# Óscar Enrique Sánchez
Pour les articles homonymes, voir Óscar Sánchez, Sánchez et Rivas.
Óscar Enrique Sánchez Rivas, ou simplement Óscar Sánchez, né le 15 juillet 1955 à Escuintla au Guatemala et mort le 25 juillet 2019 à Guatemala, est un footballeur international guatémaltèque, qui jouait en tant qu'attaquant reconverti en entraîneur. 

## Biographie

### Sélection
Oscar Sánchez est convoqué pour la première fois en sélection nationale en 1976.
Il dispute les Jeux olympiques d'été de 1976, en étant éliminé au premier tour. Il dispute deux matchs lors du tournoi : contre Israël et contre la France.

## Palmarès

### En club
- Avec le CSD Comunicaciones : 
  - Vainqueur de la Coupe des champions de la CONCACAF en 1978
  - Champion du Guatemala en 1978, 1980, 1981 et 1982
  - Vainqueur de la Copa Interclubes UNCAF en 1983
  - Vainqueur de la Coupe du Guatemala en 1983
- Avec le CSD Municipal : 
  - Champion du Guatemala en 1987

### Distinctions personnelles
- Meilleur buteur du Championnat du Guatemala en 1977 (41 buts), 1978 (27 buts) et 1979 (22 buts)